# Stanisław Ostręga
Stanisław Feliks Ostręga (ur. 4 października 1938, zm. 27 czerwca 2019 w Mrzeżynie) – polski samorządowiec, prezydent Zielonej Góry.

## Życiorys
Syn Piotra i Adeli. W latach 1975–1983 piastował funkcję prezydenta Zielonej Góry, podejmując między innymi decyzję o budowie Miejskiego Ośrodka Sportu i Rekreacji w 1982, a także przyczyniając do budowy trasy średnicowej od ulicy Łużyckiej, przez Dąbrówki, Długą, dawną Srebrną Górę i Aleję Konstytucji 3 maja do ul Wrocławskiej. W latach 1983–1991 pełnił funkcję zastępcy dyrektora Zakładu Ubezpieczeń Społecznych, zaś w latach 1992–2007 dyrektora Kasy Rolniczego Ubezpieczenia Społecznego – Oddział Zielona Góra.